# لوئی آلتوسر
لوئی پیر آلتوسر (به فرانسوی: Louis Pierre Althusser)؛ (۱۶ اکتبر ۱۹۱۸ – ۲۲ اکتبر ۱۹۹۰) جامعه‌شناس و فیلسوف مارکسیست فرانسوی بود. او از بالاترین مقامات آکادمیک حزب کمونیست فرانسه بود و نظریه‌هایش عمدتاً در پاسخ به خطراتی (همچون مارکسیسم انسانگرایانه مکتب فرانکفورت) بودند که به زعم او بنیان‌های نظری مارکسیسم را تهدید می‌کرد. لوئی آلتوسر «مارکسیست ساختارگرا» است که مفهوم ایدئولوژی در اندیشهٔ کارل مارکس را بسط داده‌ است. او با تأسی از مارکس، باورمند است هر نظام اجتماعی برای بقا و ماندگاری، ناگزیر از بازتولید شرایط و  تولید است. به این معنا که هر صورت‌بندی اجتماعی باید شرایط تولید خودش یا به عبارت دیگر، نیروهای تولید و روابط تولیدی موجود را بازتولید کند. آلتوسر ضمن تفکیک بازتولید روابط تولید از بازتولید نیروهای تولید، نهادها و سازوبرگ‌های دولت را نیز به دستگاه‌های ایدئولوژیک دولت و دستگاه‌های سرکوبگر دولت تقسیم می‌کند.
آلتوسر در دیدگاهی ضد اومانیستی معتقد بود انسان‌ها عاملانی صاحب اختیار و آزادی کامل نیستند، بلکه موجوداتی وابسته به نیروهای تاریخی و غیرشخصی مبارزه طبقاتی هستند.

## زندگی
لوئی آلتوسر در ۱۶ اکتبر ۱۹۱۸ در الجزایر زاده شد. او در سال ۱۹۳۰ به خاطر شغل پدرش همراه با پدر، خواهر و مادرش به مارسی و در سال ۱۹۳۶ به لیون فرانسه مهاجرت کرد. مقطع متوسطه را در دبیرستان «لیسه دو پارک» با موفقیت گذراند و در اکول نرمال سوپریور پاریس پذیرفته شد. با آغاز جنگ دوم جهانی به ارتش فرانسه پیوست و با شکست فرانسه، به دست آلمان‌ها اسیر و در اسارت دچار ناخوشی‌های روانی و جسمی شد. پس از اسارت به مارکسیسم گرایش یافت. او در سال ۱۹۴۶ با زنی انقلابی و یهودی – لیتوانیایی به نام هلن ریتمن آشنا شد و تا سال 1980 با او  به سر برد. آلتوسر در سال ۱۹۴۸ به حزب کمونیست فرانسه پیوست، این در زمانی بود که افرادی چون موریس مرلو-پونتی از حزب کمونیست فرانسه جدا می‌شدند. همان سال وی به تدریس فلسفه در دانشگاه پرداخت. آلتوسر که در اسارت دچار ناخوشی‌های روانی شده بود در ۱۹ نوامبر ۱۹۸۰ با دستان خود همسرش را خفه کرد و بدین ترتیب به بیمارستان روانی «سنت آن» فرستاده شد. سه سال در بیمارستان بود و پس از بهبودی، به شمال پاریس رفت و به کارش ادامه داد. او سرانجام در ۲۲ اکتبر ۱۹۹۰ در اثر حمله قلبی درگذشت.

## اندیشه
آلتوسر نماینده عمده نحله ساختارگرایی (اصالت ساخت) در مارکسیسم معاصر بوده‌است که در برابر مارکسیسم ارتدکس، مارکسیسم رسمی عصر استالین، و مارکسیسم هگلی و فلسفی مارکسیست‌های غرب قرار دارد. اندیشه‌های او در فرانسه واکنش‌هایی منفی در حزب کمونیست و در بین مارکسیست – لنینیست‌ها ایجاد کرد. آلتوسر تحت تأثیر آرای فیلسوفانی چون گاستون باشلار بود و ادعا می‌کرد نظریه مارکسیستی را بر پایه علمی بیان می‌کند که خالی از هر گونه جریان یا عنصر ایدئولوژیک است. آرای او را می‌توان با چنین عناوینی جمع‌بندی کرد: مساله گسست معرفت‌شناختی در اندیشه مارکس، مشاجره با دیگر نحله‌های مارکسیستی، ساختگرایی و بحث دولت و ایدئولوژی.
آلتوسر آشکارا از نظام کمونیستی شوروی انتقاد می‌کرد و استالین را به تحریف  اصولی متهم می‌کرد که مارکس، کتاب سرمایه را بر آنها مبتنی کرده‌ است. در سال ۱۹۶۵ کتاب‌های «دفاع از مارکس» و «خوانش سرمایه» را منتشر کرد. در این کتاب‌ها با تلفیق رویکرد تاریخی مارکس با نظریهٔ ساختارگرایی گفت همهٔ جوامع دارای ساختار بنیادین واحدی هستند و تغییرات آنها بیشتر ناشی از نیروهای اجتماعی گسترده (ساختار) است تا کنش‌های فردی. از این نظریهٔ او همچون نظریه‌ای ضدبشری به‌شدت انتقاد شده‌ است. این منازعه در فلسفهٔ قرن ۲۰ تأثیر به‌سزایی گذاشت و برخی از منتقدان بعدی با حذف مارکس از مباحثه، مفاهیم آلتوسر را در نقد ادبی و انسان‌شناسی به‌کار بردند.